# ماري ليتل
ماري ليتل (بالإنجليزية: Marie Little)‏ هي مسؤولة رياضية أسترالية، ولدت في 1933، وتوفيت في 17 أغسطس 2014 في أديلايد في أستراليا.